# Acid perchloric
Acid perchloric là một hợp chất vô cơ có công thức hóa học là HClO4. Thường ở dạng chất lỏng, dung dịch không màu này là một acid rất mạnh so với acid sulfuric và acid nitric, và cũng là một chất oxy hóa mạnh. Acid này thường được dùng để điều chế các muối perchlorat, đặc biệt là amoni perchlorat, một loại nhiên liệu tên lửa quan trọng. Acid perchloric còn là một hợp chất ăn mòn mạnh, và rất dễ gây cháy nổ.

## Điều chế

### Điều chế trong công nghiệp
Acid perchloric được điều chế trong công nghiệp bằng hai cách. Cách truyền thống là dựa vào tính hòa tan cao của natri perchlorat (209 g/100 mL nước tại nhiệt độ phòng). Cho tác dụng natri perchlorat với acid hydrochloric tạo ra acid perchloric và kết tủa trắng natri chloride:
NaClO4 + HCl → NaCl + HClO4
Acid đặc có thể được tinh chế bằng cách chưng cất. Cách thứ hai, trực tiếp hơn và không sử dụng chất phản ứng là muối, tạo ra oxy hóa anode của dung dịch nước chlor tại điện cực bạch kim.

### Điều chế trong phòng thí nghiệm
Phản ứng hóa học giữa bari perchlorat với acid sulfuric tạo ra kết tủa bari sulfatt và acid perchloric.
Ba(ClO4)2 + H2SO4 → BaSO4 + 2HClO4
Ngoài ra, người ta cũng có thể điều chế acid perchloric bằng cách cho acid nitric tác dụng với amoni perchlorat. Phản ứng này tạo ra nitơ oxide và acid perchloric. Đầu tiên phản ứng tạo ra amoni nitrat và acid perchloric.
NH4ClO4 +  HNO3  → NH4NO3 + HClO4
Sau đó amoni nitrate bị phân hủy tạo ra các nitơ oxide.

## Đặc tính
Acid perchloric khan là một chất lỏng sánh ở nhiệt độ phòng. Nó tạo thành ít nhất là năm kết tinh hydrat, một vài trong số đó đã được nêu đặc trưng về mặt tinh thể học tia X. Những chất rắn này chứa anion perchlorat liên kết bằng các liên kết hiđrô với các tâm H2O và H3O+.  Acid perchloric tạo thành một hỗn hợp đẳng phí với nước, chứa khoảng 72,5% acid. Hợp chất này của acid có độ bền vững vô thời hạn. Vì thế, nếu để trong không khí, acid perchloric đặc có thể tự làm loãng chính nó, do hấp thụ hơi nước từ không khí.
Quá trình khử nước trong acid perchloric tạo ra anhydride dichlor heptoxide:
2 HClO4 + P4O10 → Cl2O7 + H2P4O11

## Ứng dụng
Acid perchloric được điều chế chủ yếu để tạo ra amoni perchlorat, chất này được sử dụng để chế tạo nhiên liệu tên lửa. Sự phát triển của ngành công nghiệp tên lửa đã đẩy mạnh sản xuất acid perchloric. Nhiều triệu tấn acid perchloric được sản xuất mỗi năm.

### Ứng dụng trong hóa học
Acid perchloric, là một trong những acid mạnh nhất theo Thuyết acid-base Brønsted-Lowry. pKa của nó là −10.  Nó có tính acid rất mạnh, vì thế không cần đến các muối phản ứng tiềm năng như sunfat hay chloride trong acid sulfuric và acid hydrochloric. Mặc dù có khả năng cháy nổ cao khi sử dụng các muối perchlorat, acid perchloric vẫn được chọn sử dụng trong nhiều sự tổng hợp.  Vì lý do tương tự, acid cũng là một dung môi hữu ích trong phản ứng trao đổi ion.
Acid perchloric cũng được sử dụng trong chạm, khắc lên bề mặt nhôm, molybden và một số kim loại khác.

## An toàn
Acid perchloric ở dạng khan và monohydrat gây cháy nổ. Ở trạng thái lỏng, các dung dịch sẽ phản ứng khi tiếp xúc với hợp chất hữu cơ. Acid này có thể ăn mòn, gây tổn thương da và mắt. Khi tiếp xúc với acid perchloric đậm đặc, các hợp chất hữu cơ, như quần áo hoặc gỗ, sẽ bốc cháy. Muối của acid này cũng là các chất oxy hóa mạnh, và cũng có thể trở thành chất nổ. Muối perchlorat, do bền hơn muối chlorat, nên đã được sử dụng để chế tạo pháo hoa, bởi vì các lo ngại về độ an toàn.